# Bumsuz
Bumsuz (Koerdisch: Bumsiz), voorheen Burunsuz geheten, is een mahalle in het Turkse district Haymana in de provincie Ankara. Bumsuz ligt 46 kilometer ten zuiden van het bestuurlijke centrum Haymana, 47 kilometer ten noordwesten van Kulu en 114 kilometer ten zuiden van de Turkse hoofdstad Ankara. Het dorp bestaat uit twee wijken: Cummuriyet en Erdem.

## Geschiedenis
Tussen 1998 en 2014 had Bumsuz de status van ‘belediye’ (gemeente). Krachtens wet nr. 6360 werden alle Turkse provincies met een bevolkingsaantal van minimaal 750.000 personen uitgeroepen tot grootstedelijke gemeenten (Turks: büyükşehir belediyeleri), waardoor de dorpen in deze provincies de status van mahalle hebben gekregen (Turks voor stadswijk). Ook Bumsuz heeft sinds 2014 de status van mahalle.

## Bevolking
Op 31 december 2022 telde het dorp Bumsuz 570 inwoners, waarvan 297 man en 273 vrouw. In het dorp wonen voornamelijk etnische Centraal-Anatolische Koerden, die tot de Resiyan-stam ('Rişvan') behoren. 
| Bevolkingsontwikkeling tussen 2013 en 2022 |
| ------------------------------------------ |
|                                            |
| Bron: Turkse volkstellingen                |

## Faciliteiten
Elke ochtend om 07:00 uur zijn er minibusdiensten die naar Ankara en Haymana rijden. Er is een basisschool en een middelbare school in het dorp.

## Economie
Gedurende de 21e eeuw zijn de meeste inwoners naar het district  Gölbaşı geëmigreerd, maar ook naar een aantal Europese landen, waaronder Denemarken en Zweden. De belangrijkste inkomstenbronnen zijn landbouw en veeteelt.
Centrale districtsplaats (İlçe Merkezi): Haymana
Dorpen (Köyler):
Ahırlıkuyu · Aktepe · Alahacılı · Altıpınar · Ataköy · Bahçecik · Balçıkhisar ·  Boğazkaya · Bostanhüyük · Bumsuz · Büyükkonak · Büyükyağcı · Cihanşah · Cingirli · Culuk · Çalış · Çatak · Çayraz · Çeltikli ·  Demirözü · Dereköy · Deveci · Devecipınarı · Durupınar  · Durutlar  · Emirler · Esen · Eskikışla · Evci · Evliyafakı · Gedik · Gültepe · Güzelcekale · İncirli · Karahoca  · Karaömerli  · Karapınar  · Karasüleymanlı  · Katrancı · Kavakköy · Kerpiçköy · Kesikkavak · Kızılkoyunlu · Kirazoğlu · Kutluhan · Küçükkonak · Küçükyağcı · Saatli · Sarıdeğirmen · Sarıgöl · Sazağası · Serinyayla · Sırçasaray · Sinanlı · Sındıran · Soğulca · Söğüttepe · Şerefligökgöz · Tabaklı · Tepeköy · Toyçayırı · Türkhüyük · Türkşerefli · Yamak · Yaprakbayırı · Yaylabeyi · Yeniköy · Yergömü · Yeşilköy  · Yeşilyurt · Yukarısebil · Yurtbeyli